# 接景
接景（英語：Matte painting）是用来创造虚拟摄影棚和数码外景地的一種技術，可以用来创建整个场景，或者对已有场景进行扩充。
传统的接景是在一片玻璃上用颜料或者水彩进行绘制，然后再通过光学方法与原始镜头合成。两块玻璃板平行摆放保持恰当的距离。摄像机位于他们前面。在后面的玻璃板上，是相对粗糙的背景地形，比如绘制的丛林。在前景玻璃板上，绘制细节丰富的元素，比如小植物，石头等，在玻璃板之间就是移动或者静止的影片模型。
如今接景借助电脑制作并以绘图板作为绘画设备。在数码环境里，接景也可以制作三维环境并允许三维摄像机运动。

## 历史
传统的接景是被画家用水彩或颜料绘制在玻璃板上的，然后再将其与实际拍摄的镜头合成（如果实际拍摄了镜头的话）。
第一个接景镜头是Norman Dawn在1907年的电影《加州傳道院》里臨時绘制的殘破的加州傳道院。值得注意的传统接景镜头有《绿野仙踪》中多萝西靠近翡翠城的場景，《公民凯恩》中查尔斯·福斯特·凯恩的“仙那度豪宅”，还有《星球大战IV：新希望》里那看似深不见底的“牵引光束”镜头。
到20世纪80年代中期，在计算机图形程序的进步下，接景画家开始转向了到数字领域工作，于是“接景”这一工作也就逐渐与“后期特效”融合到了一起。第一个数位接景镜头是由画家克里斯·埃文斯在1985年的电影《少年福尔摩斯》中使用CG，绘制的一个骑士从彩绘玻璃窗口跃起的场景。埃文斯先用丙烯顏料画出窗戶，然后把这幅画扫描到了卢卡斯影业的皮克斯系统，以进行进一步的数位操纵。
电脑动画完美融合了数位接景，达到了传统的接景技术所不可及的高度。

## 新技术
在整个20世纪90年代，传统的磨砂画仍然在使用，但更经常与数字合成。《終極警探2》（1990）在机场跑道上发生的最后一个场景是将传统的玻璃磨砂喷漆与已拍摄和扫描到计算机中的现场片段使用数字合成的第一部电影。
在九十年代末，手绘绘景的时代已经接近尾声，虽然在1997年后期，一些传统绘画仍然派上了用场，尤其是出自詹姆斯·卡梅隆的《泰坦尼克号》由克里斯·埃文斯绘制的绘画“卡帕提亚救援船”。

## 重要的接景画家
- Peter Ellenshaw（英语：Peter Ellenshaw）
- Albert Whitlock（英语：Albert Whitlock）